# He Chong
He Chong (traditionell kinesiska: 何衝?, förenklad kinesiska: 何冲?, pinyin: Hé Chōng), född 10 juni 1987 i Zhanjiang, Guangdong, är en kinesisk simhoppare.
Han tog OS-guld på 3m-svikten i samband med de olympiska simhoppstävlingarna 2008 i Peking.